# Andiang
Andiang is een bestuurslaag in het regentschap Lima Puluh Kota van de provincie West-Sumatra, Indonesië. Andiang telt 2408 inwoners (volkstelling 2010).